# Eulis Báez
Pour les articles homonymes, voir Baez.
Eulis Báez, né le 18 mars 1982, à Saint-Domingue, en République dominicaine, est un joueur dominicain de basket-ball. Il évolue au poste d'ailier.

## Biographie
Lors de la saison 2014-2015, Báez est nommé meilleur joueur de la Liga lors des 6e (ex æquo avec Felipe Reyes) et 33e journées.

## Palmarès
- 3e du championnat des Amériques 2011